# Beziehungen zwischen dem Libanon und den Vereinigten Staaten
Die Beziehungen zwischen dem Libanon und den Vereinigten Staaten sind das zwischenstaatliche Verhältnis zwischen dem Libanon und den Vereinigten Staaten. Beide Länder nahmen nach 1944 diplomatische Beziehungen auf. Die USA intervenierten danach zweimal militärisch im Libanon. Das erste Mal während der Libanonkrise 1958, ⁣⁣um eine Expansion der Macht von Nassers Ägypten zu verhindern, und ein zweites Mal 1982 während des libanesischen Bürgerkriegs. Diese Intervention endete jedoch in einem Desaster für die Amerikaner, die hunderte Soldaten und Diplomaten bei Terroranschlägen verloren, woraufhin sie sich entschlossen, 1983 wieder abzuziehen. Danach hat die US-Politik versucht, den libanesischen Zentralstaat gegenüber der vom Iran unterstützten Schiitenmiliz Hisbollah zu stärken, die ein erklärter Feind der USA ist. 

## Geschichte

### Frühe Kontakte und Aufnahme diplomatischer Beziehungen
Die ersten Kontakte zwischen dem Libanon und den Vereinigten Staaten gehen bis auf das 19. Jahrhundert zurück. Bereits 1833 entsandte Washington einen Konsularagenten nach Beirut. Die Amerikanische Universität Beirut wurde 1866 als Syrian Protestant College (SPC) von protestantischen Missionaren aus den USA als zweite US-Hochschule außerhalb von Nordamerika gegründet, während die Libanesisch-Amerikanische Universität aus der 1835 gegründeten American School for Girls (ASG) hervorging. Nach dem Zusammenbruch des Osmanischen Reichs wurde der Libanon 1922 ein französisches Mandatsgebiet; die USA unterhielten in dieser Zeit keine eigene Außenpolitik gegenüber dem Libanon. Erst mit dem Ende des Zweiten Weltkriegs erlangte der Libanon die volle Unabhängigkeit. Die USA erkannten diese am 8. September 1944 an und begründeten am 16. November 1944 formell diplomatische Beziehungen, als der Gesandte George Wadsworth seine Akkreditierung überreichte. Die US-Legation in Beirut wurde 1952 zur Botschaft erhoben.

### US-Intervention 1958

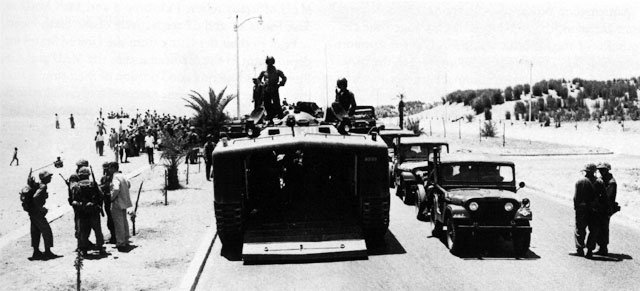
US-Marines in Beirut (1958)

Im Kontext des Kalten Krieges und der Gründung Israels gewann der Libanon rasch an strategischer Bedeutung für die USA. 1958 brach ein interner Machtkampf im Land aus, in den auch Gamal Abdel Nasser und Ägyptens arabisch-nationalistische Bewegung verwickelt waren. Präsident Dwight D. Eisenhower stützte im Juli 1958 die Regierung von Camille Chamoun, indem er auf dessen Wunsch US-Marines nach Beirut entsandte (Operation Blue Bat). Auf dem Höhepunkt waren fast 15.000 US-Marines und Soldaten im Libanon stationiert, was die erste von mehreren US-Interventionen im Nahen Osten war. Die Intervention war Teil der sogenannten Eisenhower-Doktrin, die die Eindämmung des sowjetischen Einflusses in der arabischen Welt zum Ziel hatte. Denn eine Expansion des arabischen Sozialismus wurde als Bedrohung angesehen. Die amerikanischen Truppen blieben bis Oktober 1958 im Land, um eine pro-westliche Ordnung zu erhalten. Chamoun verlor schließlich die Macht und der Libanon erlebte unter Fuad Schihab eine Periode der Stabilität.

### Libanesischer Bürgerkrieg (1975–1990)

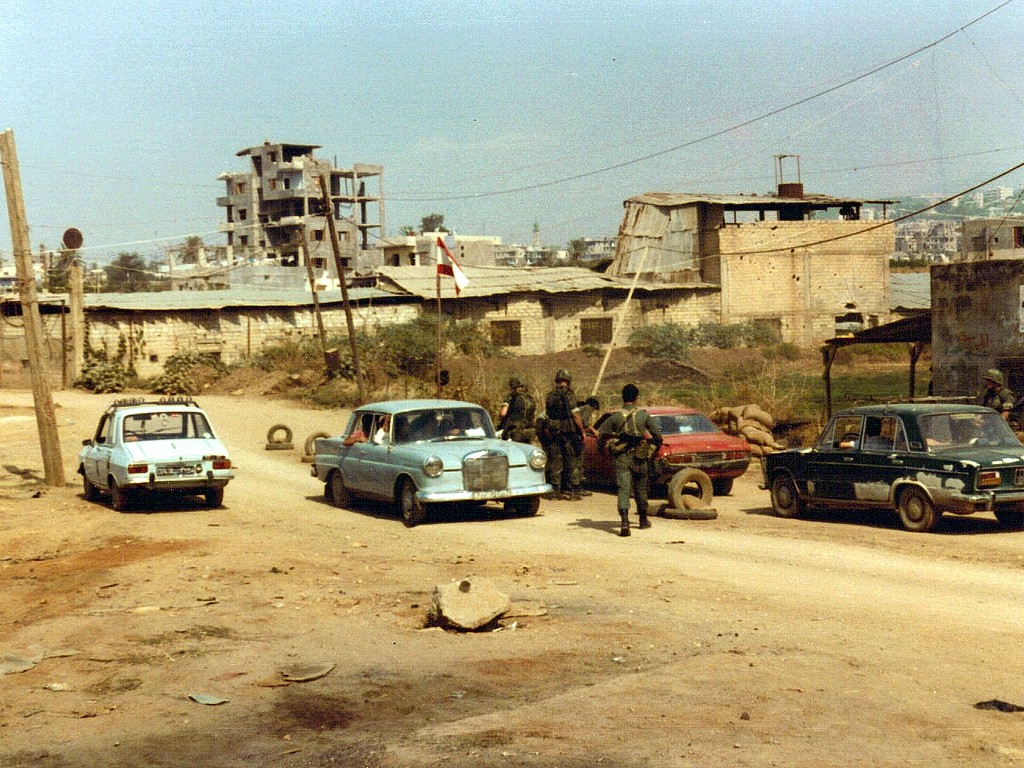
Checkpoint 4, besetzt mit US-Marines und libanesischen Soldaten in den Außenbezirken von Beirut (1982)

Während des libanesischen Bürgerkriegs (1975–1990) waren die USA zunächst zurückhaltend, entschlossen sich aber schließlich erneut zu einer Intervention. 1982 entsandte Präsident Ronald Reagan eine multinationale Friedenstruppe (u. a. US-Marines) nach Beirut, um den Abzug der PLO zu überwachen und das Land zu stabilisieren. Am 23. Oktober 1983 ereignete sich ein folgenschwerer Anschlag: Ein Selbstmordattentäter tötete 241 US-Soldaten, als er einen LKW mit Sprengstoff in den Stützpunkt der multinationalen Friedenstruppen in Beirut steuerte. Bereits im April 1983 war das US-Botschaftsgebäude von einem Bombenanschlag (63 Tote) getroffen worden. Hinter den Attentaten wurden proiranische Kräfte vermutet. Zusätzlich wurden zahlreiche amerikanische Staatsbürger entführt, was eine Rolle für die amerikanischen Waffenlieferungen an den Iran während der Iran-Contra-Affäre spielte. Nach dem Oktober-Attentat ordnete Reagan den Abzug der Truppen an; er erklärte, die USA würden künftig keine Bodentruppen mehr in den Nahen Osten entsenden. Im Zuge des Kriegsendes 1989 wurde die US-Botschaft in Beirut zeitweise geschlossen; alle US-Diplomaten verließen am 6. September 1989 das Land. Die Botschaft wurde im November 1990 wiedereröffnet.

### Nachkriegszeit und syrische Vorherrschaft
Der amerikanische Abzug ermöglichte es Syrien, zur führenden Macht im Libanon aufzusteigen, ein Land, mit dem die USA belastete Beziehungen verbindet. Nach 1990 blieb der Libanon ein von innenpolitischen Spannungen geprägter Staat. Syrien war bis 2005 der dominante außenpolitische Akteur, indem es Zehntausende Soldaten im Libanon stationierte und seine Verbündeten an die Macht brachte. Die USA kritisierten wiederholt die syrische Dominanz und unterstützten internationale Forderungen nach einem Abzug ausländischer Truppen (UN-Resolution 1559). Erst nach der Ermordung von Ministerpräsident Rafik Hariri im Februar 2005 und der anschließenden „Zedernrevolution“ zogen sich syrische Truppen schließlich zurück. Washington begrüßte den syrischen Abzug 2005, der das Ende einer 30-jährigen Militärpräsenz markierte.

### Libanonkrieg 2006
In den 2000er Jahren rückte die Hisbollah als iranischer Verbündeter immer stärker in den Fokus der US-Politik. Am 12. Juli 2006 entführte die Hisbollah zwei israelische Soldaten im Südlibanon, woraufhin der israelisch-libanesische Krieg ausbrach. Präsident George W. Bush verurteilte die Hisbollah als Aggressor: „Die Hisbollah hat Israel angegriffen... und die Hisbollah hat in dieser Krise eine Niederlage erlitten“. Bush kündigte an, dass es im Südlibanon „eine neue Macht“ geben werde, nämlich eine gestärkte libanesische Staatsarmee unter internationaler Aufsicht. Nach 34 Tagen einigten sich beide Seiten auf eine Waffenruhe (UN-Resolution 1701), die den Ausbau der von den USA unterstützten libanesischen Armee und die Verstärkung der UNO-Friedenstruppe UNIFIL vorsah. Die US-Administration drängte zudem auf die Entwaffnung der Hisbollah und die Wiederherstellung der vollen staatlichen Souveränität des Libanon.

### Jüngere Geschichte

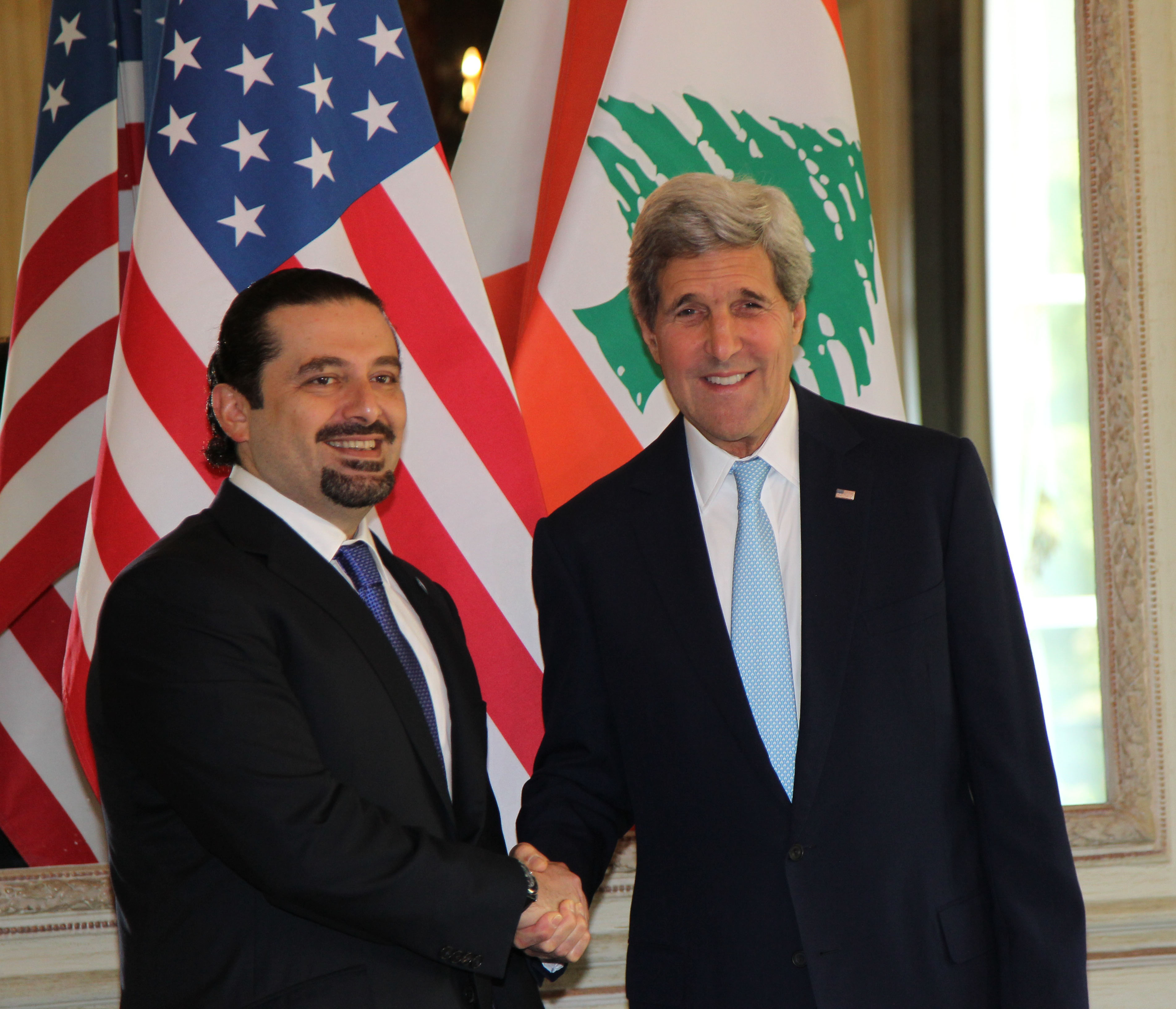
Saad Hariri (links) mit John Kerry (rechts) in Paris (2014)

Unter Präsident Barack Obama (2009–2017) blieben die USA ein wichtiger Partner für den Libanon, sein Außenminister John Kerry besuchte das Land mehrfach. Die USA stellten Militärhilfe für die libanesischen Streitkräfte bereit, um sie gegenüber Milizen wie der Hisbollah zu stärken. Gleichzeitig wuchs die US-Hilfe für humanitäre Zwecke, vor allem nach Ausbruch des syrischen Bürgerkriegs 2011. Der Libanon nahm dabei über eine Million syrische Flüchtlinge auf, wobei die USA umfangreiche Entwicklungs- und Nothilfe leistete. Insgesamt betrugen die US-Hilfen an den Libanon im Zeitraum seit 2010 über 4 Milliarden US-Dollar. Dabei betonte Washington, dass diese Mittel vor allem der libanesischen Bevölkerung und den staatlichen Institutionen zugutekommen müssten – „um Narrativen der Hisbollah entgegenzutreten“. Die Hilfslieferungen wurden gezielt auch über die libanesische Armee und Hilfsorganisationen abgewickelt, um sicherzustellen, dass korrupte Beamte oder die Hisbollah („Staat im Staate“) nicht von den Geldern profitierten. Die USA verhängten zudem gezielte Sanktionen gegen führende Hisbollah-Mitglieder und gegen politisch mächtige Hisbollah-Verbündete (etwa Persönlichkeiten um den Präsidenten Michel Aoun), um den Einfluss der Miliz zu schwächen.

### Explosionskatastrophe von Beirut und Nahostkonflikt 2023/24
In den letzten Jahren haben sich die USA bemüht, den Libanon inmitten regionaler Spannungen stabil zu halten. Nach der katastrophalen Explosion im Hafen von Beirut im August 2020 leisteten die Vereinigten Staaten sofort Nothilfe: Bereits am 5. August 2020 traf ein US-Flugzeug mit ersten Hilfsgütern ein. 2020 beliefen sich die US-Gesamthilfen für den Libanon (inklusive Pandemiehilfe) auf über 750 Millionen Dollar. Im Oktober 2023 kam es zu einem Zweifrontenkrieg zwischen der Hisbollah und Israel an der Grenze zu Israel, als Reaktion auf den Israel-Gaza-Krieg. Die USA unterstützten dabei Israel gegen ihren proiranischen Rivalen, warnten jedoch auch vor einer weitreichenden Eskalation des Konflikts. Im November 2024 vermittelte die US-Regierung gemeinsam mit Frankreich eine Waffenruhe im Südlibanon.